# Вайкунтха Чатурмурти
Вайкунтха Чатурмурти (букв. «четыре формы Вайкунтхи», Vaikuntha Chaturmurti) или Вайкунтха Вишну (букв. «Вишну Вайкунтхи», Vaikuntha Vishnu) — четырехликая форма индуистского бога Вишну, характерная для древнего Кашмира (северной Индии) и распространенная в древней Центральной Индии. В форме Вайкунтха Чатурмурти Вишну символизирует Высшее существо (Махавишну). Название отражает наличие четырех лиц: человека, льва (Нарасимха), вепря (Вараха) и демона (Капила). В ряде случаев из-за нимба или одностороннего изображения четвертая (задняя) голова демона отсутствует или не видна. Вараха спасает землю, Вишну как человек её поддерживает, а Нарасимха уничтожает демона. Вместе они олицетворяют космический цикл создания, сохранения и разрушения. Таким образом, Вайкунтха Чатурмурти олицетворяет Вишну как Высшую реальность. По иконографическим нормам Вайкунтха Чатурмурти имеет восемь рук, однако его чаще представляют с четырьмя руками, держащими атрибуты Вишну. Вайкунтха Чатурмурти имеет человеческое тело, находящееся в прямом стоящем положении. На некоторых изображениях Вайкунтха Чатурмурти сидит верхом на ездовой птице Вишну, называемой Гарудой.

## Происхождение
Упоминание о том, что Вишну имеет четыре лика, встречается в Махабхарате в Вишну-сахасранаме, или 1000 имён Вишну (шлока 82):
| Оригинал | Перевод и интерпретация |
| --- | --- |
| Chaturmuurti, Chaturbaahu, Chaturvyuuha, Chaturgatih \| Chaturaatmaa, Chaturbhaava, Chaturvedavid, Eka Paat \|\| | [Имеющий] четыре формы, четыре оружия, из кого появились четыре Пуруши (эманации Кришна, Баларама, Прадьюмна и Анируддха), цель жизни четырех варн и четырех ашрамов; Тот, у кого четыре «я» (джива, антаратма, параматма, джнянатма), источник четырех (варн, ашрамов, пурушартх и др.), знающий четыре Веды, видимый только на четверть |

Считается, что две боковые головы Вайкунтха Чатурмурти представляют собой аватаров Вишну, Нарасимху (человек-полулев) и Вараху (вепря). Полное иконографическое описание Вайкунтха Чатурмурти появляется в тексте Панчаратры в V веке. Согласно Панчаратре лики представляют четыре Пуруши или эманации Вишну: Кришну (Васудеву), Балараму (Санкаршану), Прадьюмну и Анируддху.
Образ Вайкунтха Чатурмурти также известен под другими именами: «Вайкунтха» (Vaikuntha), «Вайкунтханатха» (Властелин Вайкунтхи, Vaikunthanatha), «Чатурмурти» (Четырехформенный, Chaturmurti), «Чатуранана» (Четырехликий, Chaturanana), «Пара Васудева Нараяна» (Высший Господь Васудева-Нараяна, Para Vasudeva Narayana), «Вишну-Чатурмурти» (Вишну с четырьмя формами, Vishnu Chaturmurti), «Вишну Чатуранана» (Четырехликий Вишну, Vishnu Chaturanana), «Вайкунтха Чатурмукхи» (четырехглавый Господь с Вайкунтхи, Vaikuntha Chaturmukhi).
В Вишну-дхармоттара-пурана от VII века образ назван «Вишну-Вайкунтха», в вайшнавской традиции его часто называют «Чатурвьюха» (Вишну, имеющий четыре эманации). Вайкунтха упоминается как место обитания Вишну, хотя в Махабхарате и вайшнавских Пуранах слово «Вайкунтха» используется как эпитет Вишну.
Внешний вид скульптур и форма барельефов Вайкунтха Чатурмурти возникли в результате смешения стиля периода Гуптов и греко-буддийской традиции Гандхары. Культ Вайкунтха Чатурмурти возник в Северной Индии и был популярен, прежде всего, в Кашмире с VIII по XII века. Правители покровительствовали культу Вайкунтха Чатурмурти, что привело к его распространению среди населения. Считается, что Вайкунтха Чатурмурти был главным объектом поклонения в древнем царстве Кашмира. Кроме того, Вайкунтха Чатурмурти поклонялись в Центральной Индии в IX—XIII веках при правлении Чандела. Свидетельством тому является Храм Лакшмана в Кхаджурахо, посвященный Вайкунтха Чатурмурти и датируемый X веком.

Изображения головы Вайкунтха Чатурмурти
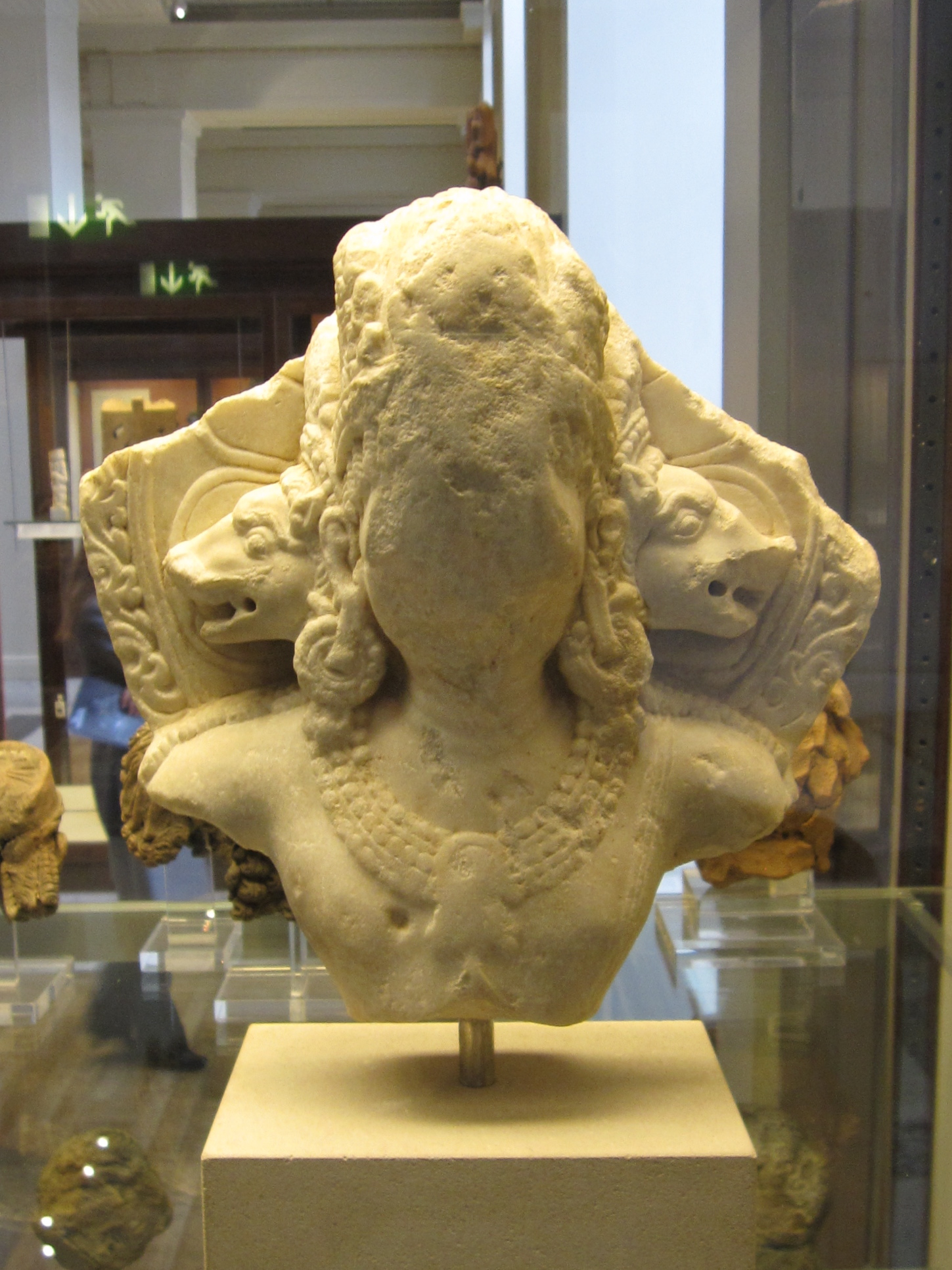
Вайкунтха Чатурмурти из коллекции Британского музея. Северо-Западный Пакистан или Афганистан, IX век.
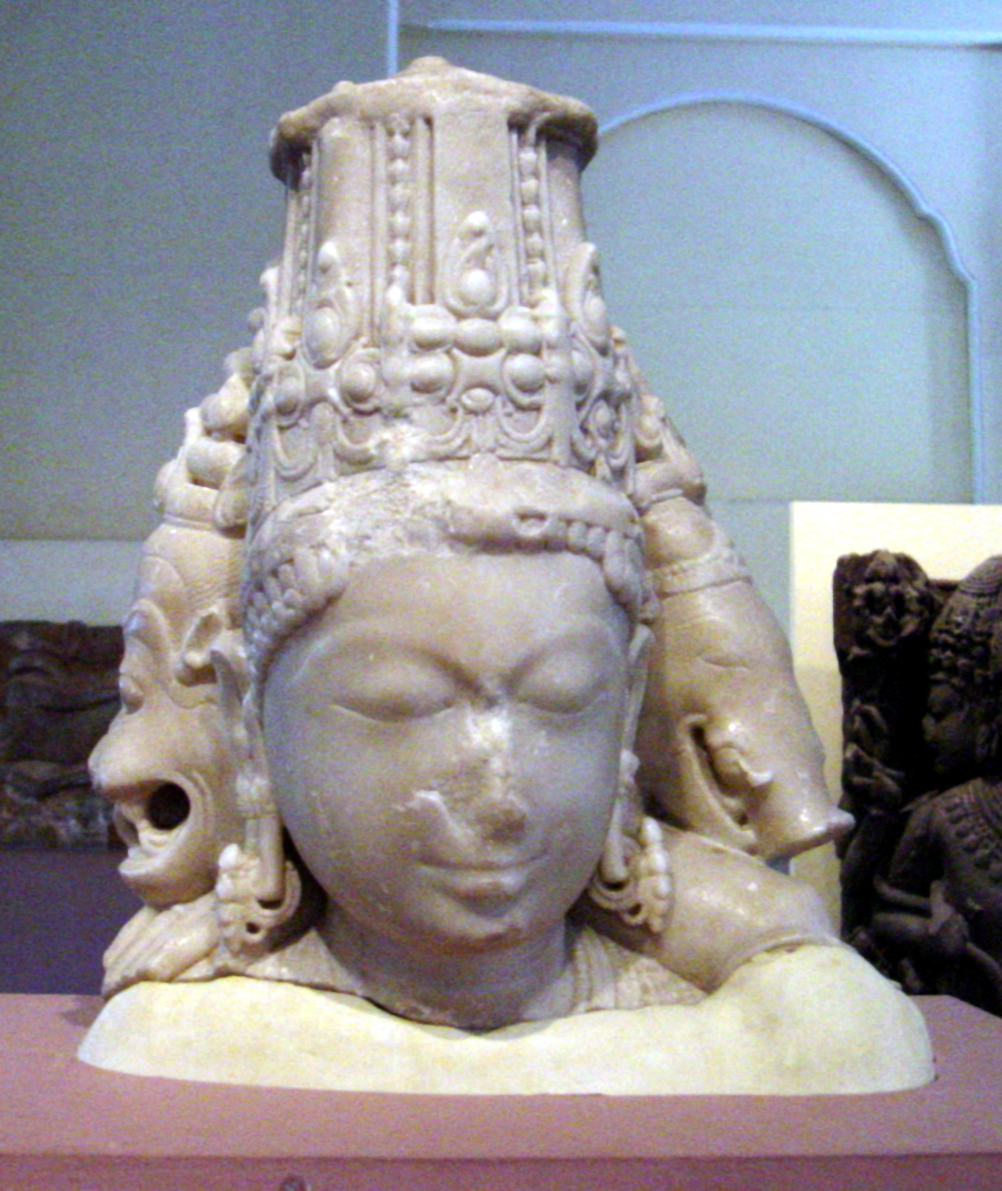
Вайкунтха Чатурмурти из коллекции Чхатрапати Шиваджи Махарадж Васту Санграхалая (Музей принца Уэльского Западной Индии), Мумбай. Гуджарат, XI век.
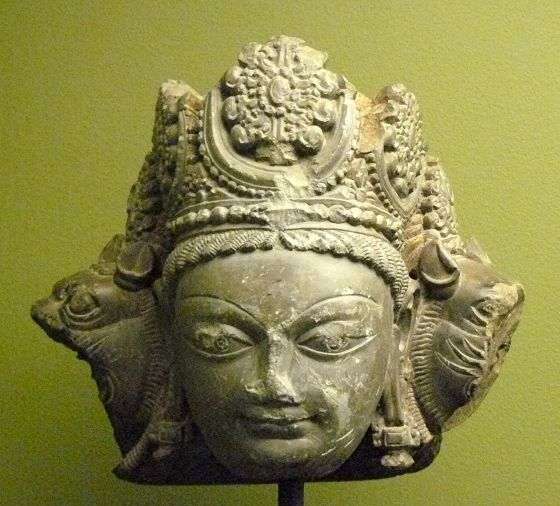
Вишну Чатуранана из коллекции Музея Бруклина. Индия, IX век.
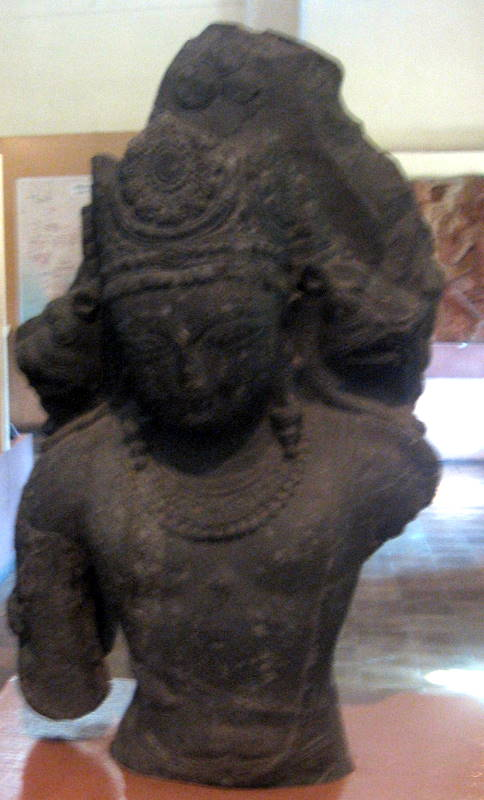
Вайкунтха Чатурмурти из коллекции Чхатрапати Шиваджи Махарадж Васту Санграхалая (Музей принца Уэльского Западной Индии), Мумбай.

## Иконография
Канон Джаякхья-самхита (Jayakhya-Samhita) из Панчаратры даёт описание внешнего вида Вайкунтха Чатурмурти. У него четыре лица: Вайкунтха (Вишну), Нарасимха, Вараха и Капила, а также четыре руки, держащие атрибуты Вишну: шанкха (раковина), чакра (Сударшана), булава (Каумодаки) и цветок лотоса (падма). Вишну-дхармоттара-пурана описывает Вайкунтха Чатурмурти как человека с восемью руками и четырьмя лицами. Человек в лице Нараяны смотрит на восток, Нарасимха (правая голова) на юг, Вараха (левая голова) на север, а демоническая гневная голова (Капила или Раудра) — на запад. На одном из самых ранних изображений Вайкунтха Чатурмурти, датируемом эпохой Гуптов в VI веке, лица Нарасимхи и Варахи находятся слева и справа, соответственно, однако это редкое иконографическое отклонение. В настоящее время этот оригинальный образ хранится в Музее Матхуры.

Скульптуры Вайкунтха Чатурмурти
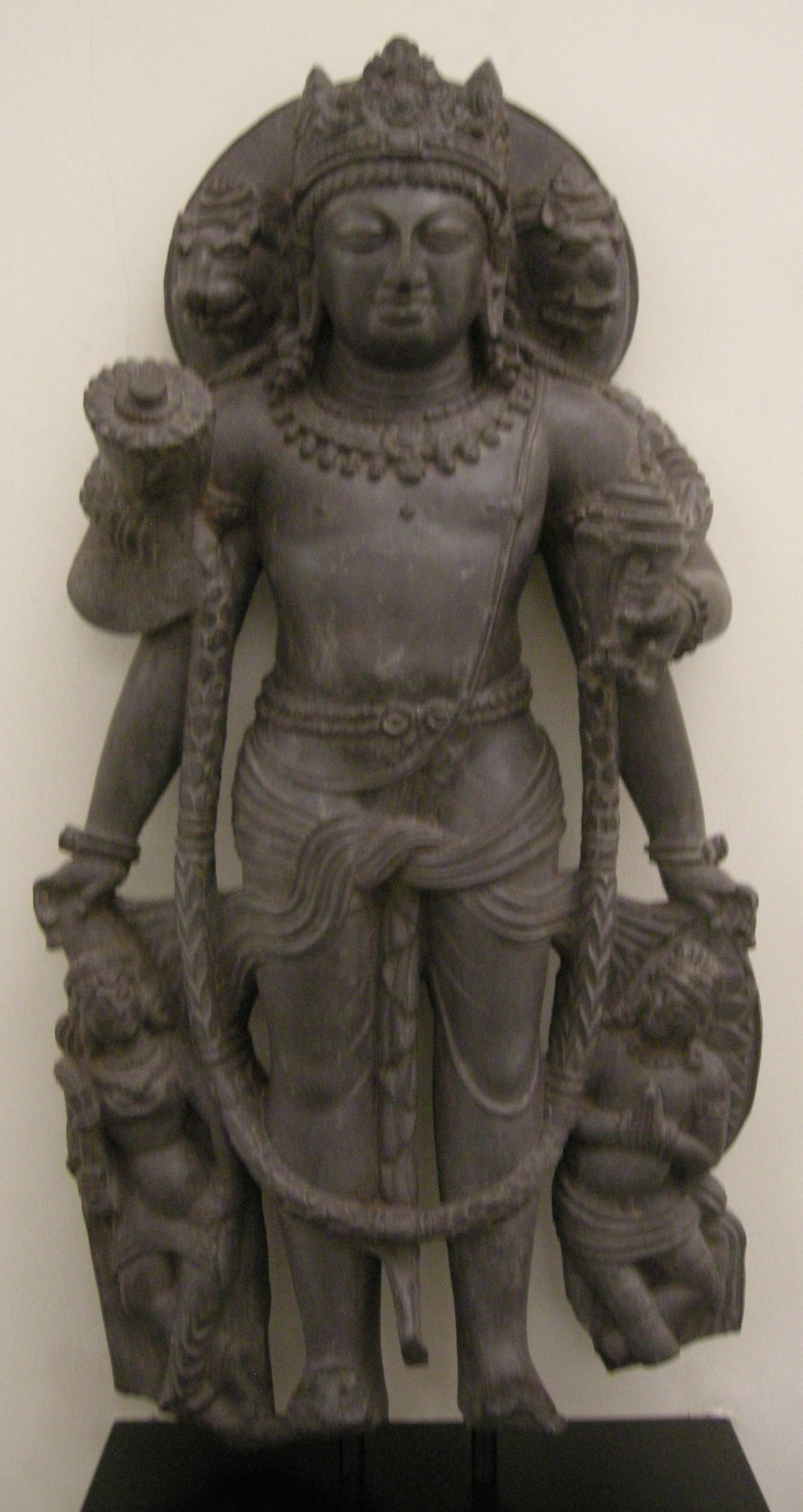
Вайкунтха Чатурмурти из коллекции Музея восточного искусства в Турине. Кашмир, VII век.
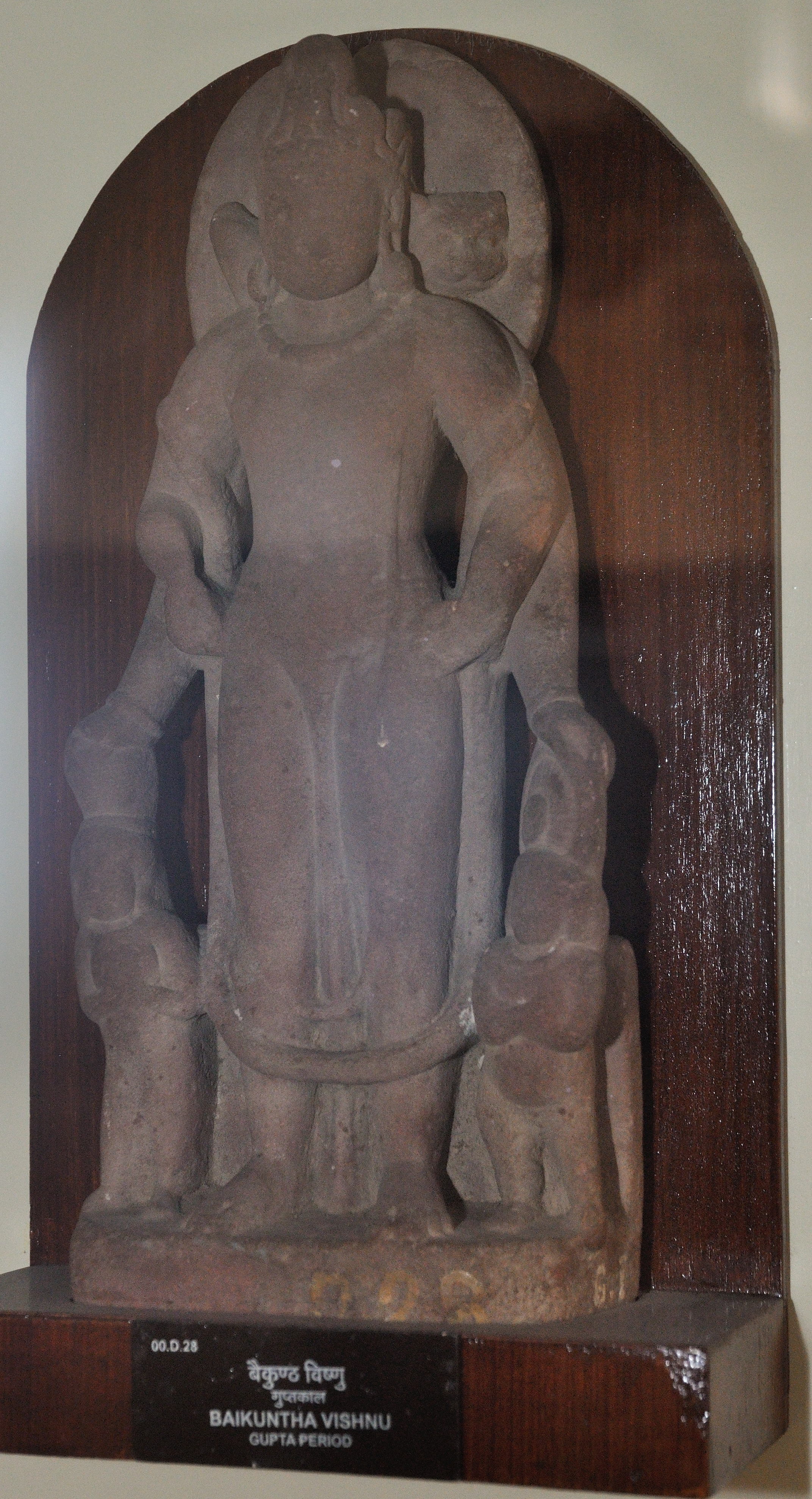
Вайкунтха Вишну из коллекции Музея Матхуры. Период Гуптов.
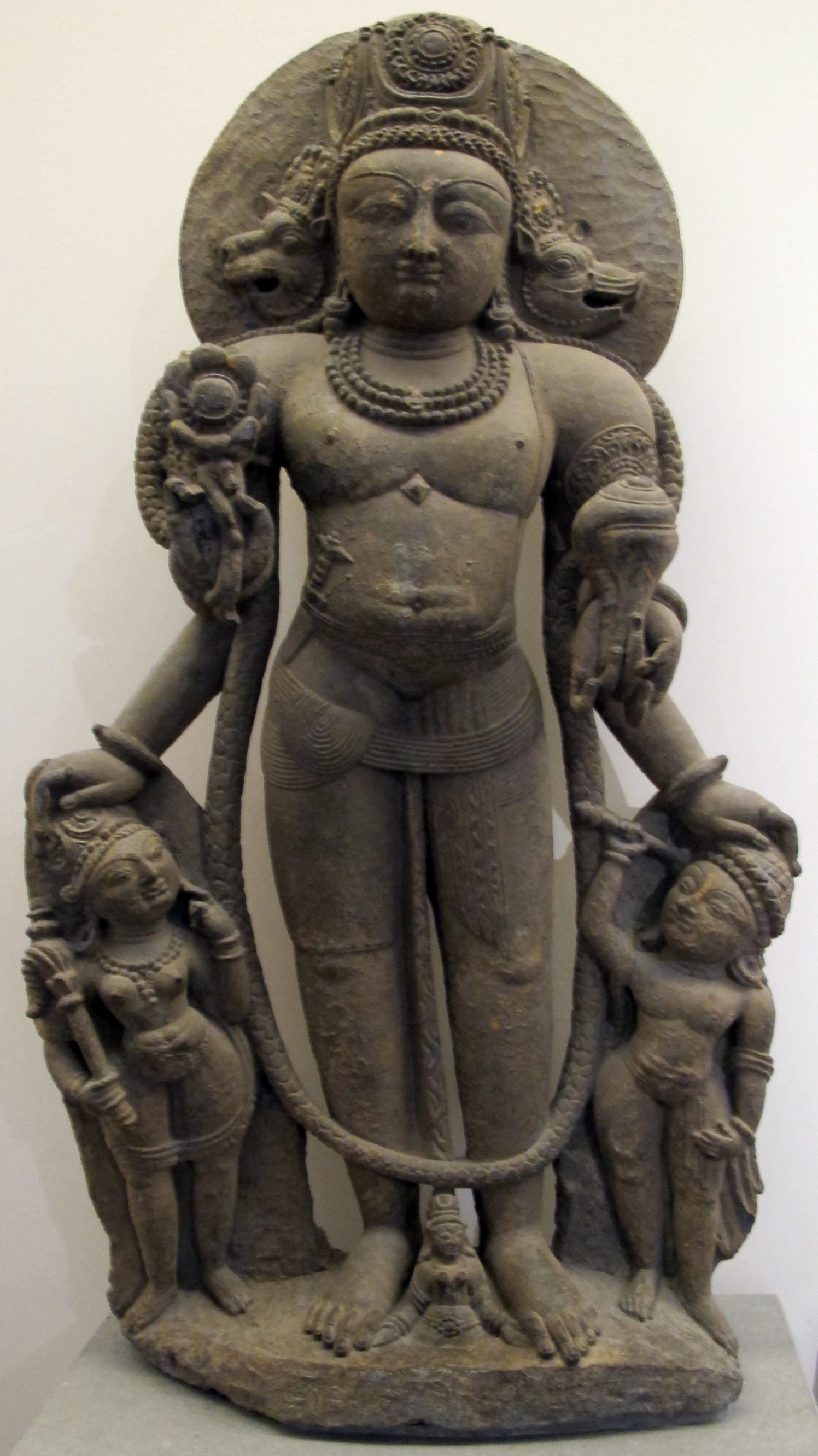
Вайкунтха Вишну из коллекции Музея Гиме (Париж). Кашмир, XII век.
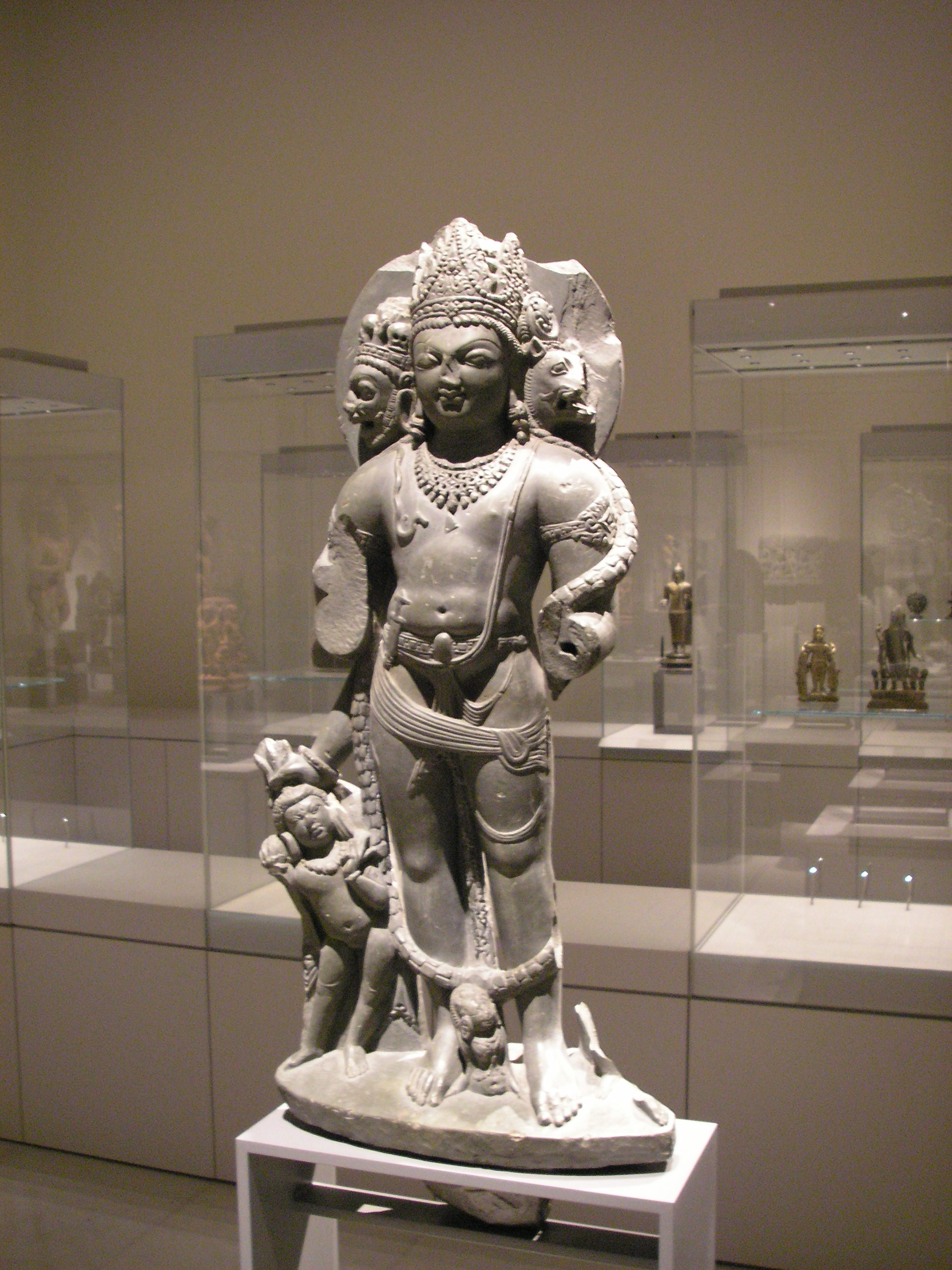
Вайкунтха Вишну из коллекции Музея азиатского искусства (Берлин). Кашмир, IX век.

На некоторых образах четвертый гневный лик может заменяться на Хаягриву (гневное божество, воплощение Вишну с головой лошади) или Чакра-пурушу, персонифицированным божеством, олицетворяющим Сударшану или карающее оружие Вишну. Если четвертый лик представлен демоном Капилой, он изображается с усами, большими выпученными глазами, с третьим глазом во лбу, раскрытой пастью, наполненной зубами и выступающими клыками, коротким подбородком, широкими бровями и свирепым, мрачным или печальным выражение лица. Волосы на голове Капилы стянуты в большой узел джата как у мудреца. В редких случаях демона венчает корона. Имя демона может объясняться по-разному. Буквально «капила» значит красный, то есть свирепый или злой. Это эпитет, который часто приписывают богу огня Агни и солнечному божеству Сурье в ранних канонических текстах. Другое объяснение имени демона опирается на миф о древнем мудреце Капиле, основателя философской школы санкхья. Легенда приписывает Капиле гневные черты, он своей мистической силой превратил сыновей Сагары в пепел. В последующем образ Капилы стал ассоциироваться не только с мудростью, но и с несдержанностью и гневом. Прическа Капилы в форме волос, закрученных в узел (джата), является традиционной для мудрецов-брахманов.

Лики демона
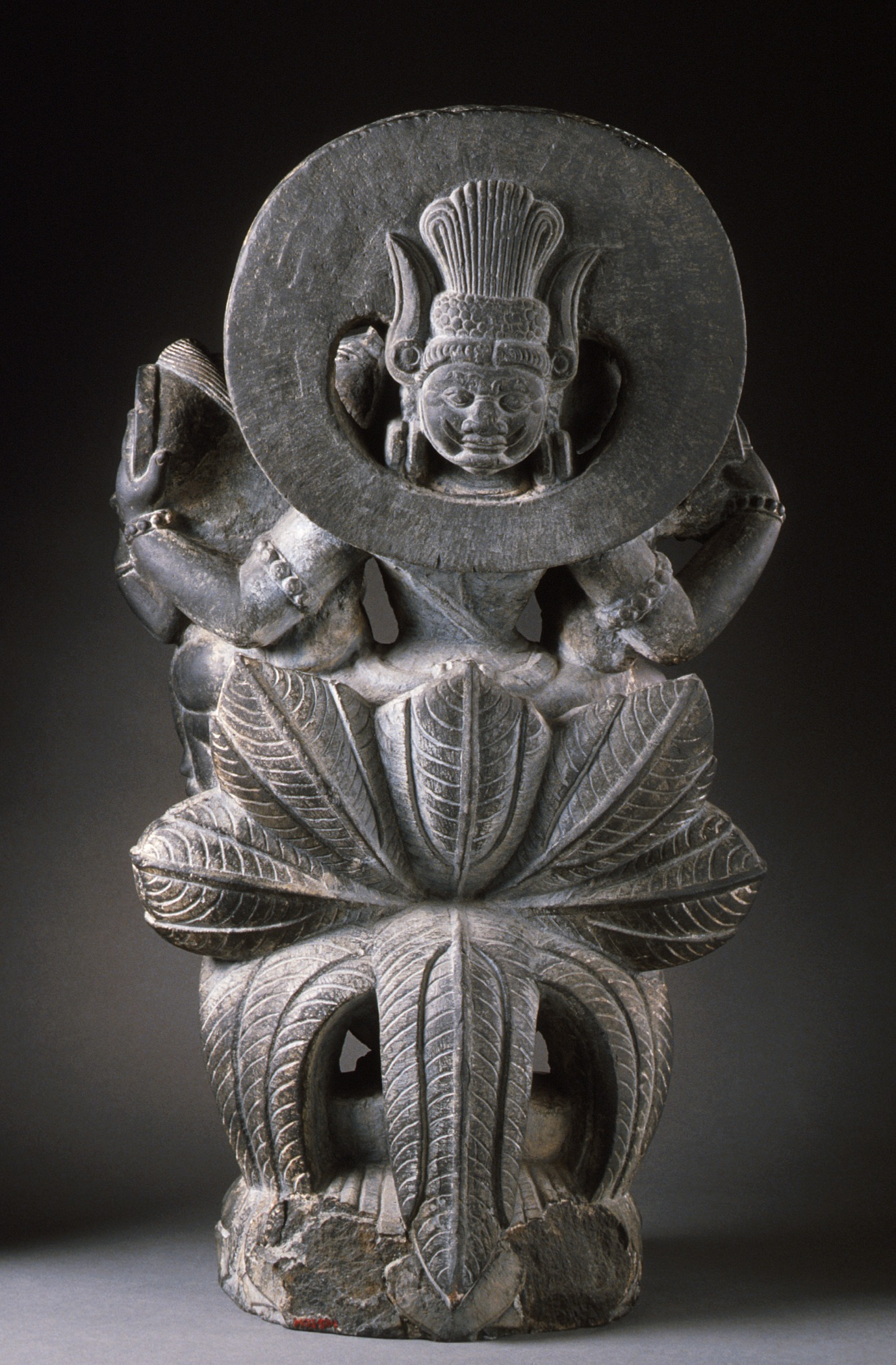
Обратная сторона Вайкунтха Чатурмурти верхом на Гаруде с лицом демона. Кашмир, XI век.
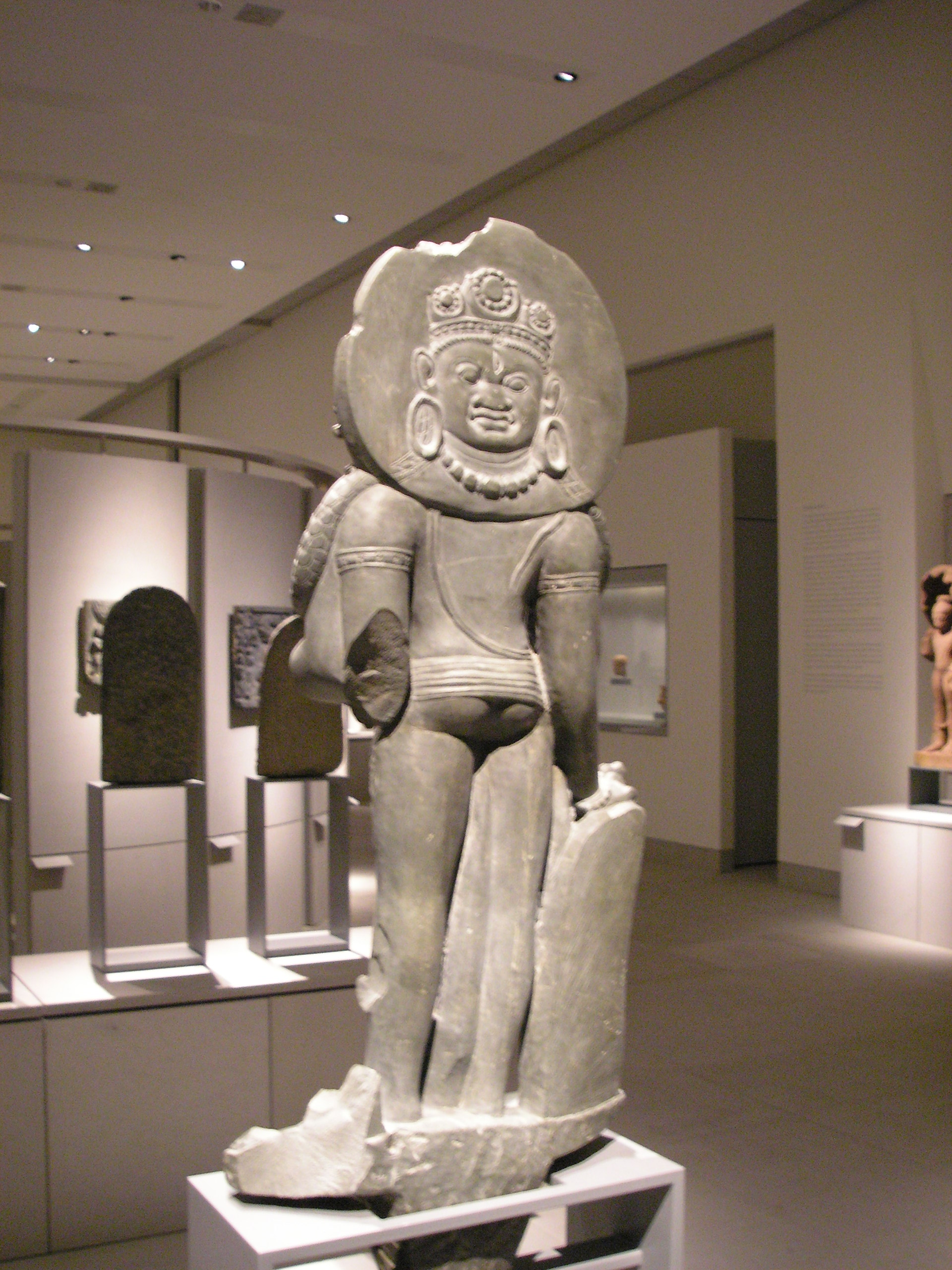
Обратная сторона Вайкунтха Чатурмурти из коллекции Музея азиатского искусства (Берлин). Кашмир, IX век.
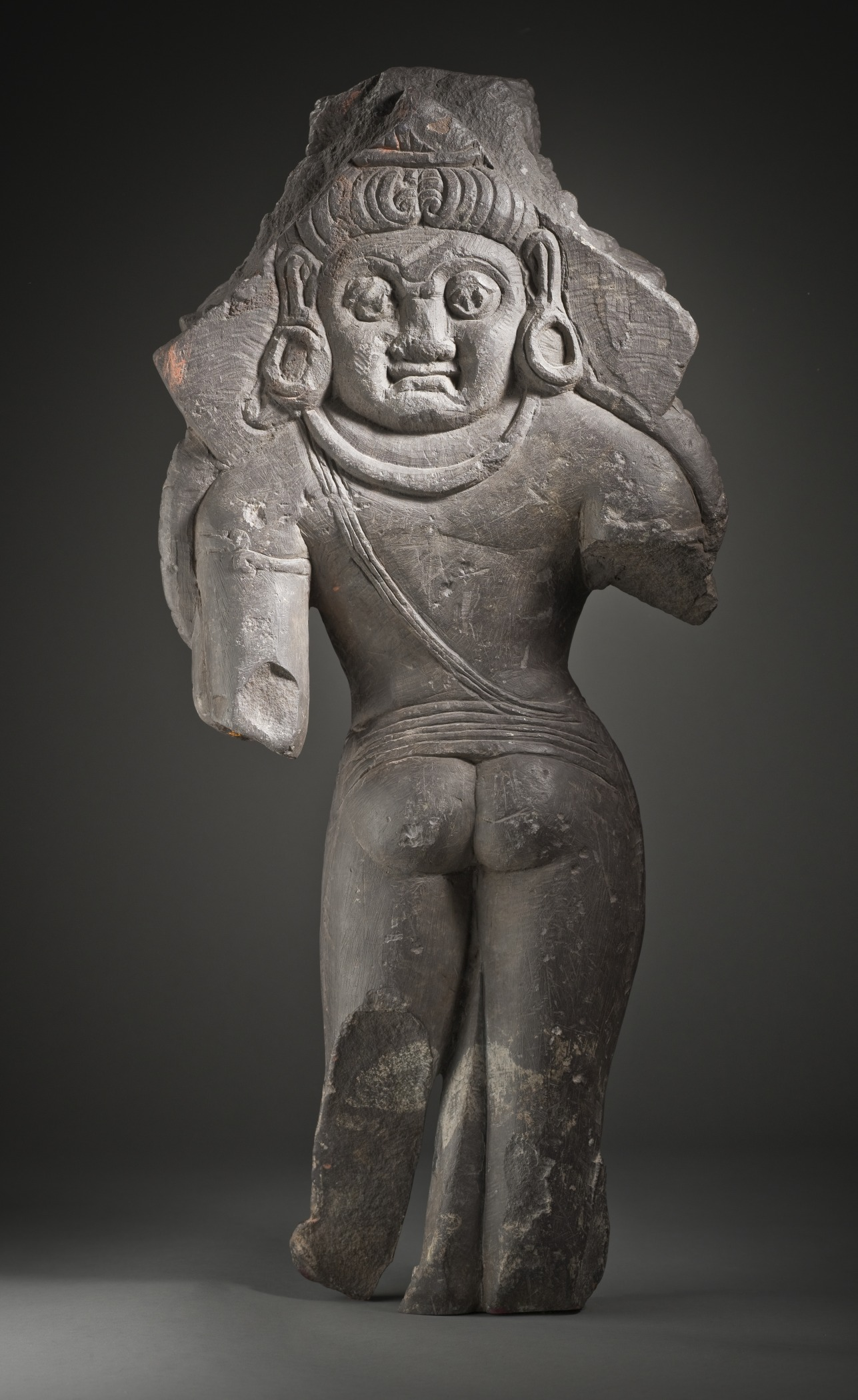
Обратная сторона Вайкунтха Чатурмурти из коллекции Музея искусств округа Лос-Анджелес. Кашмир, 875—900 годы.

Вайкунтха Чатурмурти изображается стоящим прямо и смотрящим на зрителя. Он одет в традиционную индийскую одежду дхоти. Его украшают характерные для Вишну корона, браслеты и ожерелья. Через плечо надета священная нить, которую носят брахманы. В левых руках Вайкунтха Чатурмурти держит оружие: булаву, меч, стрелу и Сударшану. Правые руки сжимают шанкху (раковину), щит, лук и цветок лотоса. Восьмирукие образы встречаются в шиваитских храмах Кандарья-Махадева (Кхаджурахо), Сидхнатха-Махадева (Сурат, Гуджарат) и Музее Джхалавара (Раджастхан).
Однако чаще всего Вайкунтха Чатурмурти встречается только с четырьмя руками. В них он держит главные атрибуты Вишну — шанкху, Каумодаки, Сударшану и цветок лотоса. Вместо Каумодаки и Сударшаны могут быть представлены персонифицированные образы его оружия. Это богиня Гада-деви или Гада-рани (Каумодаки) и Чакра-пуруша (Сударшана). Вайкунтха Чатурмурти символично держит свои ладони на их головах. Они представлены небольшими фигурками возле ног божества. Гада-деви и Чакра-пуруша смотрят на своего господина и сжимают в руках оружие. Возле ног Вайкунтха Чатурмурти может находиться крошечный образ земной богини Притхиви (спасенной Варахой во время конца света). Присутствие богини земли у ног божества отражает влияние скульптуры Центральной Азии. Кашмирская культура находит отражение в внешнем облике божества. В некоторых случаях у него на поясе у правого бедра висит кинжал или короткий меч. На заднем плане могут виднеться спутники Вишну или его преданные. Сзади божества также могут быть другие члены тримурти, Брахма и Шива, а также десять аватар Вишну.
Канон Джаякхья-самхита из Панчаратры описывает Вайкунтха Чатурмурти сидящим верхом на Гаруде. Однако эти изображения Вайкунтха Чатурмурти встречаются редко. Верхом на Гаруде божество держит меч, лотос, Каумодаки или раковину и Сударшану. На крыльях Гаруды сидят четыре женских фигуры, по обе стороны от Вайкунтха Чатурмурти. Распространено мнение, что это две богини, супруги Вишну (Шри-деви и Бху-деви), а также две женщины-спутницы. В Джаякхья-самхите упоминаются другие имена. Женскими фигурами считаются Лакшми, Кирти, Джая и Майя. Эти четыре женские божественные ипостаси считаются спутницами (или супругами) Вайкунтха Чатурмурти. В Джаякхья-самхите описывается ещё един вариант: Вайкунтха Чатурмурти сопровождает супруга Вишну Лакшми, сидящая на его левом бедре. Этот образ называют парным именем Лакшми-Вайкунтха (Lakshmi Vaikuntha).
Туловище божества изображено в греко-буддийском стиле Гандхары: тело и ноги атлетического склада и выглядят как опухшие. Считается, что земное тело Вишну наполнено праной (жизненной энергией), отчего тело выглядит вздутым. У лица выраженные надбровные дуги в форме правильных арок и круглые глаза, похожие на лепестки лотоса, характерные для индийской школы скульптуры.

Вайкунтха Чатурмурти верхом на Гаруде
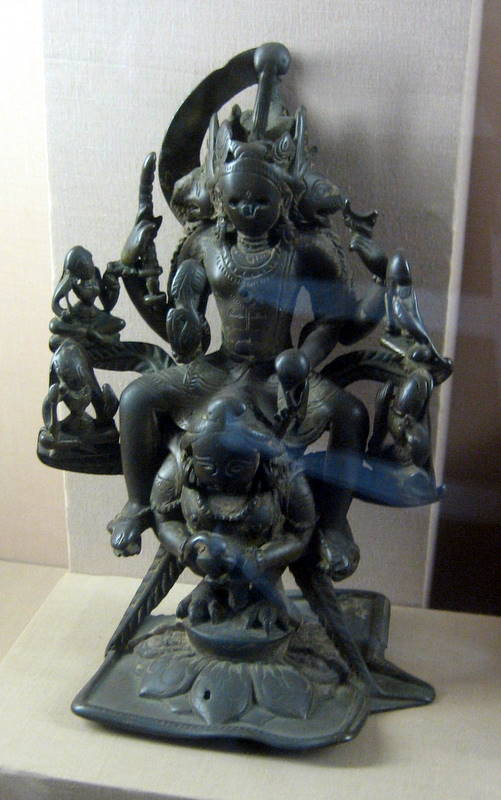
Вайкунтха Чатурмурти из коллекции Чхатрапати Шиваджи Махарадж Васту Санграхалая (Музей принца Уэльского Западной Индии), Мумбай.
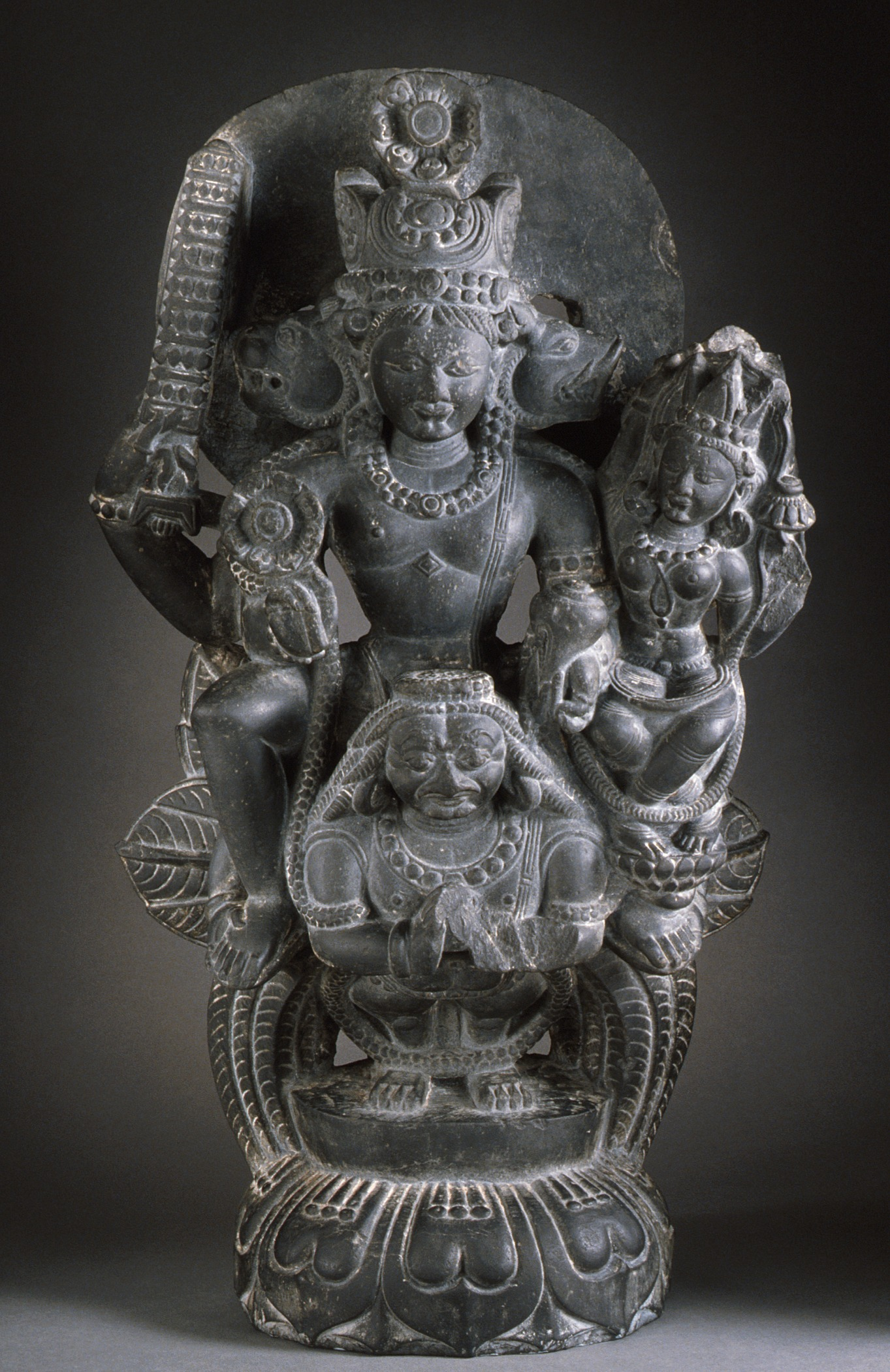
Вайкунтха Чатурмурти из коллекции Музея искусств округа Лос-Анджелес. Кашмир, XI век.

## Поклонение
Появление образа приравнивается ко времени написания Джаякхья-самхиты, то есть к V веку н. э. периода Гуптов. До того иконографическое описание Вайкунтха Чатурмурти отсутствует. Альтернативная гипотеза датирует Джаякхья-самхиту 600—850 годами. Изображение Вишварупы, многоликой формы Вишну, могло способствовать развитию её сокращённой версии с четырьмя ликами. Апогей популярности Вайкунтха Чатурмурти пришёлся на VIII век. Его эпицентр находился в Северной Индии и охватывал Афганистан, Пакистан, Джамму и Кашмир, Бангладеш. По всей видимости, расцвет культа произошёл при династии Каркота, правившей в 625—885 годах.
Большинство изображений Вайкунтха Чатурмурти найдено в Кашмире и на северо-западе Индии. Культ божества окончательно сформировался между VIII и X веками. В летописи XII века о древних царях Кашмира «Раджатарангини» упоминается о водружении образа Вайкунтха Чатурмурти для поклонения. Вайкунтха Чатурмурти молился раджа Авантиварман, основатель города Авантипора в Джамму и Кашмире и родоначальник династии Утпала. Он правил Кашмиром с 855 по 883 годы, в течение которых построил храм Авантисвами (Avanti Swami Temple, 33°55′24″ с. ш. 75°00′38″ в. д.). Он состоял из храмов в честь Шивы и Вишну, которые были позднее разрушены землетрясением. В храме Вишну находился образ Вайкунтха Чатурмурти. Божество стало покровителем кашмирских династий Каркот и Утпала. Благодаря распространению культа, образ Вайкунтха Чатурмурти также был популярен в регионах, прилегающих к Кашмиру. Вайкунтха Чатурмурти является главным божеством храма Лакшмана в Кхаджурахо. Это свидетельствует о проникновении культа в Центральную Индию. Изображение божества в храме Лакшмана (24°51′09″ с. ш. 79°55′18″ в. д.) датируется X веком, в период которого правила династия Чандела (существовавшая до второй половины XIII века).

Среди индийской скульптуры можно встретить смешанные образы Вайкунтха Чатурмурти. Он объединяется с другими популярными формами Вишну. Например, скульптурный образ от 1170 года из княжества Чамба (550—1948 годы) представлен Вишну с тремя лицами, лежащий на змее Ананта-Шеше. Другая скульптура из уникального деревянного храма Маркула Деви (Markula Devi Temple, X—XI века) в Удайпуре (Лахор, 32°43′40″ с. ш. 76°39′30″ в. д.) объединяет Тривикраму (Ваману) с многоликим Вайкунтха Чатурмурти.

Образы Вайкунтха Чатурмурти в храмах
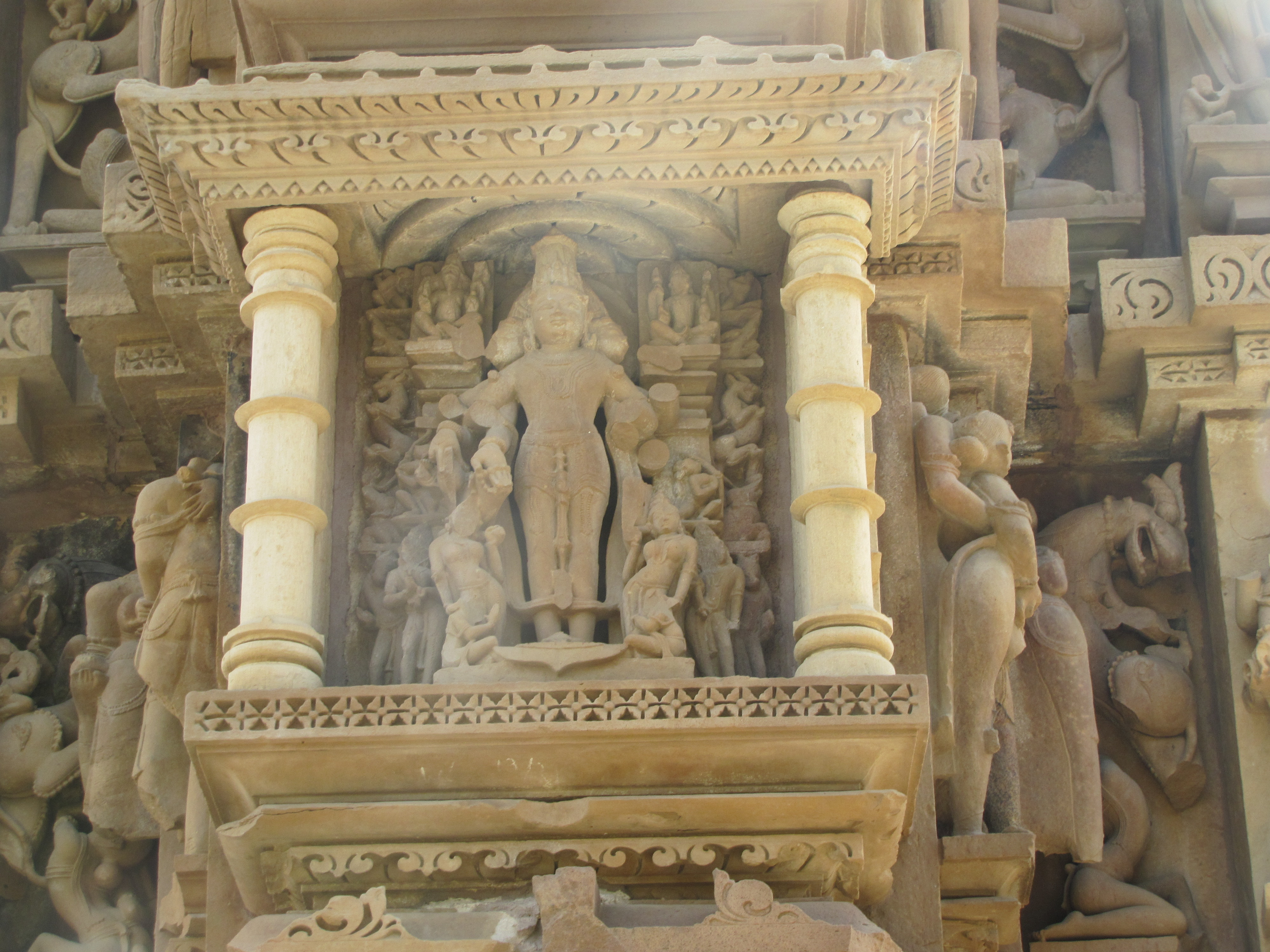
Фасад храма Читрагупты, Кхаджурахо
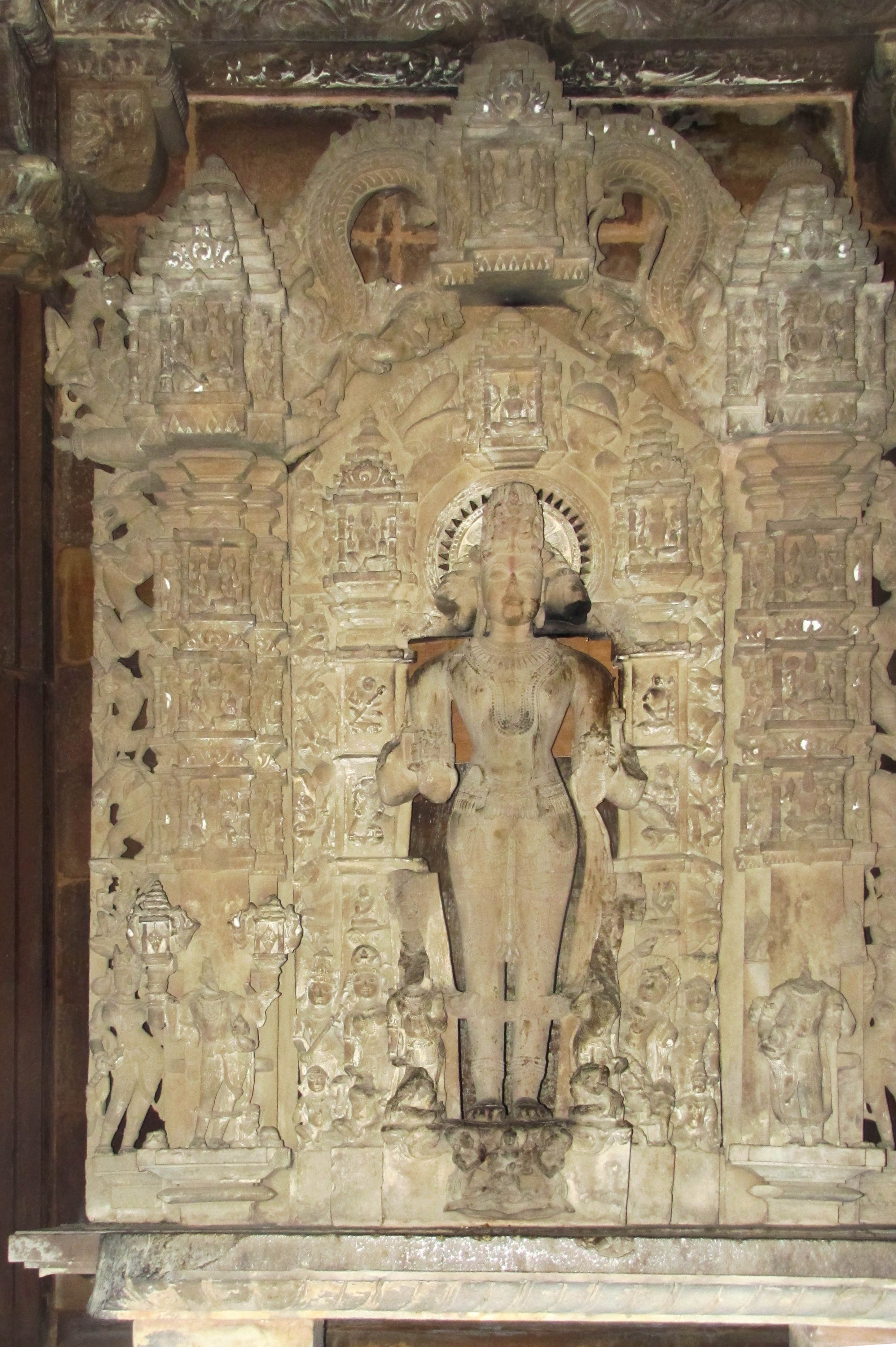
Святилище храма Лакшмана, Кхаджурахо
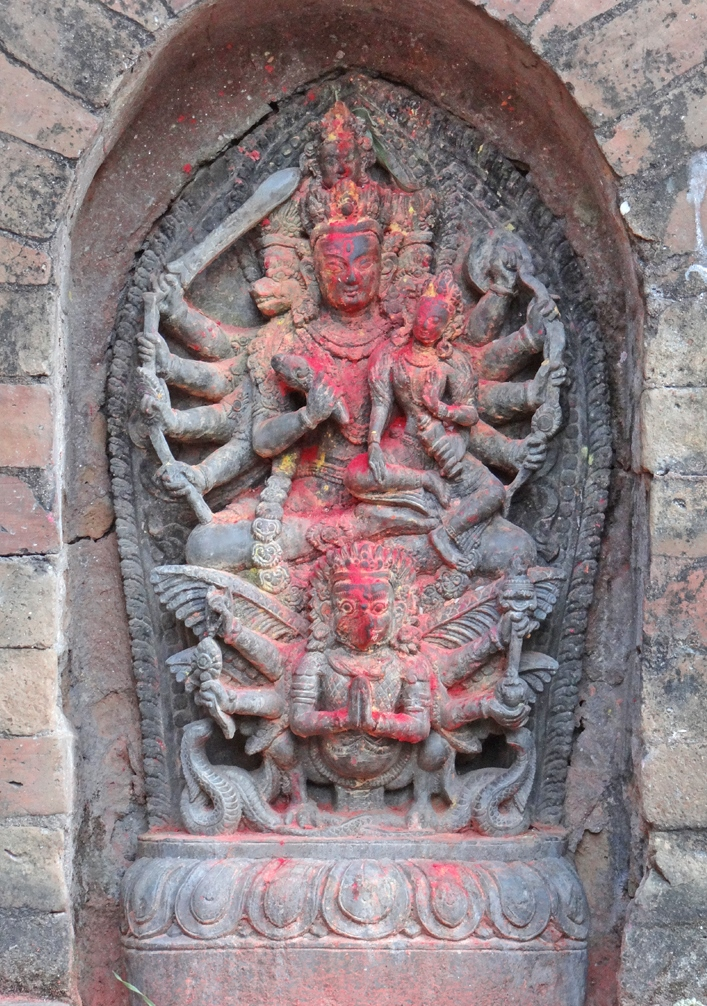
Фасад храма Чангу Нараян (Непал)